# Eupithecia perendina
Eupithecia perendina är en fjärilsart som beskrevs av András Vojnits 1980. Eupithecia perendina ingår i släktet Eupithecia och familjen mätare. Inga underarter finns listade i Catalogue of Life.